# 무라오카 모모카
무라오카 모모카(일본어: 村岡 桃佳, 1997년 3월 3일 ~ )는 일본의 장애인 알파인 스키 선수이다. 동계 패럴림픽에서 금메달 4개, 은메달 3개, 동메달 2개를 획득했다.

## 경력
무라오카 모모카는 사이타마현 후카야시(옛 오사토군 가와모토정) 출신이다. 4세 시절에 횡단성 척수병증에 감염되어 다리 양쪽에 마비의 후유증이 남았고 나중에 휠체어에 의지하면서 생활하게 된다. 무라오카는 원래 밖에서 노는 것을 좋아했지만 다른 사람의 시선에 신경을 쓰게 되면서 밖으로 나가는 것을 두려워했고 한동안 외톨이로 살게 된다. 그러다가 아버지와 함께 다양한 휠체어를 사용한 장애인 스포츠에 도전했는데 중학생 시절에 장애인 알파인 스키 선수인 모리 다이키를 동경하면서 스키의 세계에 들어가게 된다.
무라오카는 후카야 시립 가와모토키타 초등학교, 후카야 시립 가와모토 중학교를 졸업했다. 그는 중학교 3학년 시절에 혼조시에 위치한 와세다 대학 혼조 고등학원에 진학하는 것을 목표로 했으나 당시의 학교 건물은 장애인이 접근할 수 있도록 설계되어 있지 않았기 때문에 진학을 단념했고 쇼치 후카야 고등학교에 입학하게 된다.
무라오카는 17세 시절에 러시아 소치에서 열린 2014년 동계 패럴림픽에 출전했다. 좌식 슈퍼 대회전에서는 깃발을 하나 통과하는 것을 잊어버린 바람에 실격당했지만 좌식 대회전에서는 5위에 입상했다. 고등학교를 졸업한 이후에는 일본의 장애인 스포츠 선수로서는 처음으로 톱애슬리트 입시에 합격했고 와세다 대학 스포츠과학부에 입학하게 된다. 그는 원칙적으로 기숙사에서 생활하게 되었는데 와세다 대학 스키부에서는 장애인이 접근할 수 있도록 기숙사 건물을 개수하는 조치를 단행했다. 개수 공사 비용 500만엔 가운데 100만엔은 대학 측이 부담했고 나머지 600만 엔은 익명의 기부를 통해 충당됐다. 이를 계기로 와세다 대학은 캠퍼스에 대한 배리어 프리(장애인 접근 개선 사업)를 추진하게 된다. 무라오카는 대학 스키부에서 감독인 구라타 히데미치에게 사사받았다. 노르딕 복합 선수인 와타나베 아키토·요시토 형제를 비롯한 일본의 최상급 스키 선수를 육성해 온 지도자인 구라타는 처음으로 장애인 스포츠 선수를 지도하는 임무를 맡게 되었다. 구라타는 처음에 무라오카를 지도하는 것에 반대했지만 스키부 소속 학생들과 상의한 끝에 반대하는 사람이 없어 각오를 다졌다고 한다.
무라오카는 2015년에 캐나다 파노라마 마운틴 리조트에서 열린 장애인 알파인 스키 선수권 대회에서 좌식 활강 은메달, 좌식 대회전 동메달을 획득했다. 2017년에 이탈리아 타르비시오에서 열린 장애인 알파인 스키 선수권 대회에서는 좌식 활강 동메달, 좌식 슈퍼 대회전 동메달, 좌식 대회전 동메달을 획득했다. 2017년에 대한민국 평창에서 열린 장애인 알파인 스키 월드컵에서는 좌식 슈퍼 대회전 은메달을 획득했고 일본 하쿠바에서 열린 장애인 알파인 스키 월드컵에서는 좌식 슈퍼 대회전 금메달을 획득했다. 또한 자신의 고향인 사이타마현 후카야시로부터 친선 대사로 위촉되기도 했다.

### 2018년 동계 패럴림픽
무라오카는 2018년 3월 9일에 대한민국 평창에서 열린 2018년 동계 패럴림픽 개막식에서 일본 선수단의 기수를 맡았다. 3월 10일에 열린 좌식 활강 경기에서 은메달을 획득하여 일본에 대회 첫 패럴림픽 메달을 안겨주었다. 3월 11일에 열린 좌식 슈퍼 대회전 경기에서는 동메달을 획득했다. 3월 13일에 열린 좌식 슈퍼 복합 경기에서는 동메달을 획득하여 일본 출신 선수로는 동계 패럴림픽 알파인 스키에서 가장 많은 메달을 획득했다.
3월 14일에 열린 좌식 대회전 경기에서는 1회전에서 1위를 차지했고 2회전에서 2위를 기록하면서 일본의 대회 첫 패럴림픽 금메달을 획득했다. 이로써 그는 일본 나가노에서 열린 1998년 동계 패럴림픽에 참가했던 오비나타 구니코가 금메달 1개, 은메달 1개, 동메달 1개를 획득한 이후 처음으로 패럴림픽에서 금·은·동메달을 모두 획득한 일본 출신 선수가 되었다. 대회 마지막 날인 3월 18일에 열린 좌식 회전 경기에서는 1차 활주에서 2위, 2차 활주에서 3위를 기록하여 합계 2위에 오르면서 은메달을 획득했다.
무라오카는 자신이 출전했던 장애인 알파인 스키의 5개 세부 종목(활강·슈퍼 대회전·슈퍼 복합·대회전·회전) 모두 시상식에 올라 동계 패럴림픽에서 일본 출신 선수로는 한 대회에서 가장 많은 5개의 메달을 획득했다. 또한 2018년 봄에는 일본 정부로부터 자수포장을 받기도 했다. 2019년 3월에는 일본의 수영 국가대표 선수인 와타나베 잇페이와 함께 경기 성적으로서 뛰어난 학생에게 주어지는 학술원장 특별상을 수상했다. 그는 2019년 4월에 와세다 대학을 졸업했는데 와세다 대학 대학원 스포츠과학연구과에서 코칭을 연구할 예정이라고 밝혔다.

### 육상 선수 데뷔와 2020년 하계 패럴림픽
무라오카는 2019년 6월 2일에 오사카에서 열린 일본 장애인 육상 선수권 대회에 참가하면서 육상 선수로도 데뷔했는데 100m 휠체어 경기 결승에서 2위를 기록했다. 그는 2021년 9월 1일에 열린 2020년 도쿄 하계 패럴림픽 육상 100m 휠체어 T54 경기에 출전하여 6위를 기록했다.

### 2022년 동계 패럴림픽
무라오카는 중국 베이징에서 열린 2022년 동계 패럴림픽에 참가하여 금메달 3개, 은메달 1개를 획득했다. 3월 5일에 열린 좌식 활강 경기에서는 금메달을 획득했다. 3월 6일에 열린 좌식 슈퍼 대회전 경기에서는 활주 도중에 한쪽 콘택트 렌즈를 떨어뜨려 시야 불량이 되는 해프닝을 당했지만 금메달을 획득했다. 3월 7일에 열린 좌식 슈퍼 복합 경기에서는 은메달을 획득했고 3월 11일에 열린 좌식 대회전 경기에서는 금메달을 획득했다. 3월 12일에 열린 좌식 회전 경기에서는 5위를 기록했다. 이로써 무라오카가 동계 패럴림픽에서 획득한 금메달은 4개가 되었고 동계 패럴림픽에서 가장 많은 금메달을 획득한 일본 출신 선수가 되었다.

### 내용주
1. ↑  2020년 도쿄 하계 패럴림픽은 원래 2020년 8월 25일부터 9월 6일까지 개최될 예정이었으나 2020년에 일어난 코로나19 범유행의 여파로 인하여 2020년 도쿄 하계 올림픽과 마찬가지로 1년 정도 연기되었다.
2. ↑  T51~T54 등급은 척수 장애를 가진 선수가 출전하는 패럴림픽 육상 트랙 경기의 세부 종목이다.[19]

### 참고주
1. 1 2 3 4 5  “일본 첫 金 뒤엔… 장애 문턱 없앤 대학 있었다”. 《조선일보》. 2018년 3월 15일. 2022년 11월 16일에 확인함.
2. ↑  “引っ込み思案の少女がパラ旗手に アルペンの村岡桃佳”. 《朝日新聞》 (일본어). 2018년 3월 10일.
3. ↑  “アルペン女子・村岡桃佳選手　成長認められ旗手に万感”. 《中日新聞》 (일본어). 2018년 3월 10일.
4. 1 2  “深谷市親善大使”. 《埼玉県深谷市》 (일본어). 2018년 3월 8일. 2018년 3월 14일에 확인함.
5. 1 2  “村岡桃佳さんが金メダルを獲得！平昌パラリンピック・アルペンスキーで大回転！”. 《Pinky Media》 (일본어). 2018년 12월 15일. 2022년 11월 15일에 원본 문서에서 보존된 문서. 2022년 11월 16일에 확인함.
6. ↑  “「メダル」への思い、芽生えて４年で表彰台　スキー村岡”. 《朝日新聞》 (일본어). 2018년 3월 10일.[깨진 링크(과거 내용 찾기)]
7. 1 2  “World Para Alpine Skiing - Athlete Sheet - 19057 - MURAOKA Momoka (JPN)”. 《FPDMS - IPC Service Centre》 (영어). International Paralympic Committee. 2022년 11월 16일에 확인함.
8. ↑  “村岡 桃佳 | 陸上と二刀流のアルペンスキー金メダリスト”. 《パラサポWEB》 (일본어). 日本財団パラスポーツサポートセンター.
9. ↑  “女子滑降座位、村岡桃佳が銀…日本勢メダル１号”. 《読売新聞》 (일본어). 2018년 3월 10일. 2022년 11월 16일에 확인함.
10. ↑  “村岡桃佳がスーパー大回転で銅、２個目のメダル”. 《読売新聞》 (일본어). 2018년 3월 11일. 2022년 11월 16일에 확인함.
11. ↑  “村岡桃佳が銅、平昌パラ3個目のメダル スーパー複合”. 《朝日新聞》 (일본어). 2018년 3월 13일. 2022년 11월 15일에 원본 문서에서 보존된 문서. 2022년 11월 16일에 확인함.
12. ↑  “村岡桃佳「金」今大会４個目メダル…女子大回転”. 《読売新聞》 (일본어). 2018년 3월 14일. 2022년 11월 16일에 확인함.
13. ↑  “村岡桃佳、金メダル！アルペン大回転座位で　今大会４つ目“金・銀・銅コンプリート”達成”. 《スポーツ報知》 (일본어). 2018년 3월 14일. 2022년 11월 16일에 확인함.
14. 1 2  “村岡「銀」出場全５種目メダル…日本勢冬季最多”. 《読売新聞》 (일본어). 2018년 3월 18일. 2018년 3월 18일에 확인함.
15. ↑  “村岡桃佳さん（スポーツ科学部4年）が紫綬褒章を受章”. 《早稲田大学 スポーツ科学部》 (일본어). 2018년 5월 9일. 2022년 3월 11일에 확인함.
16. 1 2  “村岡桃佳が早大大学院進学、コーチング研究予定”. 《日刊スポーツ》 (일본어). 2019년 3월 26일.
17. ↑  “村岡桃佳が陸上再デビュー、車いす100Ｍで２位”. 《日刊スポーツ》. 2019년 6월 2일.
18. ↑  “Athletics at the Tokyo 2020 Paralympic Games - Women's 100 m T54”. 《International Paralympic Committee》 (영어). 2022년 3월 6일에 확인함.
19. ↑  《2019 KPC 국제장애인스포츠정보집》. 대한장애인체육회. 2020년 1월 15일. 45쪽. 2021년 11월 22일에 원본 문서에서 보존된 문서. 2022년 11월 16일에 확인함.
20. ↑  “Alpine Skiing Results Book” (PDF). 《2022 Winter Paralympics》 (영어). 2022년 3월 13일에 원본 문서 (PDF)에서 보존된 문서. 2022년 3월 13일에 확인함.
21. ↑  “有言実行、村岡桃佳が金　2大会連続の「日本勢メダル第1号」　アルペンスキー女子滑降座位”. 《東京新聞》 (일본어). 2022년 3월 5일. 2022년 11월 16일에 확인함.
22. ↑  “２日連続「金」の村岡桃佳、ハプニングにヒヤリ…滑走中にコンタクトが片方落ちる”. 《読売新聞》 (일본어). 2022년 3월 6일. 2022년 3월 7일에 확인함.
23. ↑  “村岡桃佳が女子スーパー複合「銀」、３日連続のメダル”. 《読売新聞》 (일본어). 2022년 3월 7일. 2022년 3월 7일에 확인함.
24. 1 2  “村岡桃佳が連覇達成、アルペンスキー女子大回転…４個目のメダル”. 《読売新聞》 (일본어). 2022년 3월 11일. 2022년 3월 11일에 확인함.
25. ↑  “村岡桃佳、アルペン女子回転は５位…２大会連続の出場全種目メダルならず”. 《読売新聞》 (일본어). 2022년 3월 12일. 2022년 3월 12일에 확인함.